# 科林斯灣 (葛拉漢地)
65°21′S 64°4′W / 65.350°S 64.067°W
科林斯灣（英語：Collins Bay）是南極洲的海灣，位於葛拉漢地西岸，處於迪利弗倫斯角和佩雷斯角之間，首次被比利時探險隊繪入地圖，該海灣以英國海軍的水文學家命名。